# Alain Baré
Pour les articles homonymes, voir Baré.
Alain Baré est un footballeur puis entraîneur français né le 24 août 1966 à Évian-les-Bains. Il évolue au poste d'attaquant du milieu des années 1980 à la fin des années 1990.

## Parcours

### En tant que footballeur
| Saisons   | Club                      |
| --------- | ------------------------- |
| 1983-1986 | FC Sochaux France         |
| 1986-1987 | Évian TG France           |
| 1987-1989 | FC Montceau France        |
| 1989-1992 | Olympique lyonnais France |
| 1993-1995 | FC Monthey Suisse         |

### En tant qu'entraîneur
| Saisons   | Club            |
| --------- | --------------- |
| 2006-2011 | Montreux Suisse |
| 2011-2013 | Monthey Suisse  |

## Sources
- Dictionnaire officiel de l'Olympique Lyonnais  (ISBN 9782755606447)